# Нижній Студенець
Нижній Студенець (рос. Нижний Студенец) — присілок в Куйбишевському районі Калузької області Російської Федерації.
Населення становить 3 особи. Входить до складу муніципального утворення Присілок Високе.

## Історія
Від 2004 року входить до складу муніципального утворення Присілок Високе.

## Населення
| 2002 | 2010 |
| ---- | ---- |
| 4    | ↘3   |